# Église Saint-Jacques-le-Majeur de Mouterhouse
Pour les articles homonymes, voir Église Saint-Jacques-le-Majeur.
L'église Saint-Jacques-le-Majeur se situe dans la commune française de Mouterhouse et le département de la Moselle.

## Histoire
Au XVIIIe siècle, le village de Mouterhouse est une annexe de la vaste paroisse de Schorbach-Bitche. Et en 1764, le maître des forges locales obtient l'établissement d'un vicaire résidant. Mouterhouse est érigée en paroisse en 1802 puis redevient annexe de la paroisse de Soucht en 1808 tout en conservant un vicaire résident. En 1821, la paroisse est définitivement rétablie.

## Édifice
Une nouvelle église paroissiale dédiée à saint Jacques le Majeur, fêté le 25 juillet, est érigée en 1869 sur le Langenberg sous l'administration du chanoine Manges, pour remplacer la chapelle des forges, reconstruite au Gros Marteau en 1763-1764 et devenue trop petite. Il s'agit d'un édifice de plan en croix latine à chevet plat, de type église-grange comportant des chapelles formant le transept et une tour-clocher dans-œuvre en façade.